# José Manuel Pedregal y Sánchez-Calvo
José Manuel Pedregal y Sánchez-Calvo (Oviedo, 1871 - Avilés, 1948) va ser un jurista i polític espanyol, fill de Manuel Pedregal y Cañedo.

## Biografia
Format en Dret en la Universitat Central de Madrid i en la Institución Libre de Enseñanza, que va arribar a presidir, fou un destacat jurista i educador molt influït pel moviment regeneracionista i que va desenvolupar la major part de la seva labor en institucions d'avantguarda del període de la restauració borbònica i la Segona República.
Va ser diputat al Congrés durant 16 anys, de 1907 a 1923, fins que s'estableix la dictadura de Primo de Rivera. Va militar en el Partido Reformista de Melquiades Álvarez. Poc abans del cop de Primo de Rivera va ser durant quatre mesos ministre d'Hisenda en el gabinet de crisi format després del desastre d'Annual.
Va ser membre del Consell Superior d'Emigració, de l'Institut de Reformes Socials, de la Junta d'Aranzels, President de la Institució Lliure d'Ensenyament, de l'Associació per a l'Ensenyament de la Dona, de la Reial Acadèmia de Ciències Morals i Polítiques i del Consell d'Estat.
També fou un dels vint-i-dos juristes addictes a la revolta qui designats pel Ministeri de Governació el 21 de desembre de 1938 van elaborar el “dictamen sobre la il·legitimitat dels poders actuants el 18 de juliol de 1936”.